# گوستاو هاینریش یوهان آپولون تامان
گوستاو هاینریش یوهان آپولون تامان (آلمانی: Gustav Heinrich Johann Apollon Tammann؛ ۹ ژوئن ۱۸۶۱ – ۱۷ دسامبر ۱۹۳۸) یک شیمی‌دان و شیمی‌دان اهل آلمان بود.